# Гюйс-2
«Гюйс-2» — радиолокационная станция (РЛС) метрового диапазона корабельного базирования с антенным постом. Предназначалась для обнаружения надводных и воздушных целей и выдачи целеуказания системам управления стрельбой универсального и зенитного калибра на крейсерах.

## Разработка
Разработка РЛС «Гюйс-2» велась под руководством А. И. Патрикеева. В 1948 году совместно с РЛС «Риф» она прошла государственные испытания на Черноморском флоте (крейсер «Молотов») и была принята на вооружение советского Военно-Морского Флота. Серийный выпуск станции вёлся на заводе № 703 (современный завод «Салют»)".

## Описание
Максимальная дальность обзора станции — до 20 км для надводных и 80 км для воздушных целей. Потребляемая РЛС мощность — 90 КВт. «Гюйс-2» снабжалась аппаратурой опознавания типа «свой-чужой». РЛС устанавливалась на Крейсера проекта 68-бис и другие корабли.